# Sarcodon dissimulans
Sarcodon dissimulans är en svampart som beskrevs av K.A. Harrison 1984. Sarcodon dissimulans ingår i släktet Sarcodon och familjen Bankeraceae.   Inga underarter finns listade i Catalogue of Life.